# Austria ai Giochi della XXIII Olimpiade
L'Austria partecipò ai Giochi della XXIII Olimpiade, svoltisi a Los Angeles, Stati Uniti, dal 28 luglio al 12 agosto 1984, con una delegazione di 102 atleti impegnati in diciotto discipline.